# Mikhaïl Mikhàilovitx Ivànov
Mikhaïl Mikhàilovitx Ivànov, rus: Михаил Михайлович Иванов, (Moscou, 23 de setembre de 1849 – Roma, Itàlia, 20 d'octubre de 1927) fou un crític i compositor musical rus.
Estudià composició amb Txaikovski i després fou deixeble de Sgambati a Roma. Des de 1876 restà encarregat de la crítica musical de la Novoye Vremya de Sant Petersburg.
Se li deuen les òperes:
- La dona orgullosa, El festí de Potemkin (1888);
- Zabava Putiatixna (Moscou, 1899).
- La Vestal, ball;
- la simfonia Una nit de maig;
- Un poema simfònic;
- un Rèquiem;
- Suite champêtre, obertures, peces per a piano, melodies vocals.

A més, va publicar el llibre Puskin i la música (1900) i nombrosos estudis crítics.